# Resolució 84 del Consell de Seguretat de les Nacions Unides
La Resolució 84 del Consell de Seguretat de les Nacions Unides, aprovada el 10 de juliol de 1950, havent determinat que la invasió de la República de Corea per part de les forces de Corea del Nord va constituir una violació de la pau, el Consell va recomanar que els membres de les Nacions Unides proporcionessin tal assistència a la República de Corea com sigui necessari per repel·lir l'atac i restablir la pau i la seguretat a la zona. El Consell també va recomanar que tots els membres que aportessin forces militars i altres ajudes a la República facilitessin aquestes forces i assistència per a un comandament unificat sota els Estats Units d'Amèrica. El Consell llavors va demanar que els Estats Units designessin el comandant d'aquestes forces i autoritzessin a aquest comandant a usar la bandera de les Nacions Unides a la seva discreció en el curs de les operacions contra les forces de Corea del Nord. Finalment, el Consell va demanar que els Estats Units li proporcionessin informes, segons correspongui, en el curs de les accions adoptades pel comandament unificat.
La resolució es va aprovar amb els vots del Regne Unit, la República de la Xina (Taiwan), Cuba, Equador, França, Noruega i els Estats Units. El Regne d'Egipte, l'Índia i la República Federal Socialista de Iugoslàvia es van abstenir. La Unió Soviètica, un dels detenidors del poder de veto, estava absent, després d'haver estat boicotejant els procediments des de gener, en protesta perquè la seu permanent del Consell era per a la República de la Xina i no la República Popular de la Xina. El president del Consell en aquell moment era el noruec Arne Sunde.